# Dragning
Dragning är ett begrepp i kombinatorik och sannolikhetslära där man slumpmässigt väljer ut ett element i taget från en mängd. Man skiljer mellan dragning med återläggning och dragning utan återläggning.